# Chonocephalus townesi
Chonocephalus townesi är en tvåvingeart som beskrevs av Ronald Henry Lambert Disney 2008. Chonocephalus townesi ingår i släktet Chonocephalus och familjen puckelflugor.
Artens utbredningsområde är Venezuela. Inga underarter finns listade i Catalogue of Life.